# John Hutton Balfour
John Hutton Balfour, född den 15 september 1808 i Edinburgh, död där den 11 februari 1884, var en skotsk botaniker. 
Balfour blev först professor i botanik på University of Glasgow 1841, men flyttade senare till Edinburgh University då han samtidigt blev förvaltare av Royal Botanic Garden Edinburgh och även Her Majesty's Botanist i Skottland 1845, en befattning som han behöll till 1879. Bland hans främsta verk kan nämnas A manual of botany (1848) och Introduction to the study of paleontological botany (1872).
Tallarten Pinus balfouriana är namngiven efter honom. Auktorsnamnet Balf. kan användas för John Hutton Balfour i samband med ett vetenskapligt namn inom botaniken; se Wikipediaartiklar som länkar till auktorsnamnet.